# Lagerlöf (inslagkrater)
Lagerlöf is een inslagkrater op de planeet Venus. Lagerlöf werd in 1985 genoemd naar de Zweedse schrijfster Selma Lagerlöf (1858–1940).
De krater heeft een diameter van 56 kilometer en bevindt zich in het quadrangle Snegurochka Planitia (V-1).